# غريغوري غيليسبي
غريغوري غيليسبي (بالإنجليزية: Gregory Gillespie)‏ هو رسام أمريكي، ولد في 29 نوفمبر 1936 في روزيلي بارك في الولايات المتحدة، وتوفي في 26 أبريل 2000 في Belchertown, Massachusetts ‏ في الولايات المتحدة.